# Jarmila Orlová
Jarmila Orlová (* 4. dubna 1943 Sezimovo Ústí) je česká filmová a divadelní herečka a tanečnice.

## Životopis
Jarmila Orlová se narodila 4. dubna 1943 v Sezimově Ústí. Od svého dětství se věnovala tanci, který chtěl studovat. Dělala zkoušky na konzervatoř, na kterou ji ale nevzali. Proto následně nastoupila v Táboře na gymnázium.
V té době se seznámila s budoucím hercem Jiřím Hrzánem, který jí radil, aby odešla studovat na DAMU. Na Divadelní fakultu Akademie múzických umění v Praze byla přijata a jejím spolužákem byl například František Němec, který rovněž pocházel ze Sezimova Ústí.
S Jiřím Hrzánem navázala vztah na gymnáziu a trval několik let. Později byla ve vztahu s režisérem Miroslavem Macháčkem. Ani druhý vztah nevydržel dlouho a Orlová se později dvakrát provdala. Její třetí manžel zemřel.
Po škole působila v pražském kabaretu Paraván (1965 a 1966), divadle Maringotka (1967 a 1968) a v Divadle Vítězslava Nezvala v Karlových Varech (1969 a 1970).
Svou první filmovou rolí získala ve snímku Vyvolení z roku 1962. Následně si zahrála ve filmech Až přijde kocour (1963), Princ Bajaja (1971), Podezření (1972), Televize v Bublicích aneb Bublice v televizi (1974). V roce 1970 si zahrála v televizním seriálu Fantom opery. Později ztvárňovala především menší role. Naposledy si zahrála ve filmu Kačenka a strašidla (1993).

## Filmografie
- Vyvolení (1962)
- Až přijde kocour (1963)
- Princ Bajaja (1971)
- Podezření (1972)
- Televize v Bublicích aneb Bublice v televizi (1974)
- Můj brácha má prima bráchu (1975)
- Já nejsem já (1985)
- Kačenka a zase ta strašidla (1993)
- Kačenka a strašidla (1993)